# غنج داره

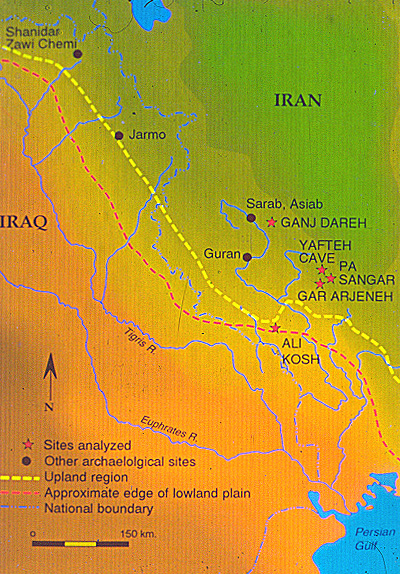
خريطة توضح موقع غنج داره، وتيبي غوران، وتيبي سراب، وعلي كوش، وتيبي آسياب، بالإضافة إلى بعض المواقع الأخرى للمزارعين الايرانيين في العصر الحجري.

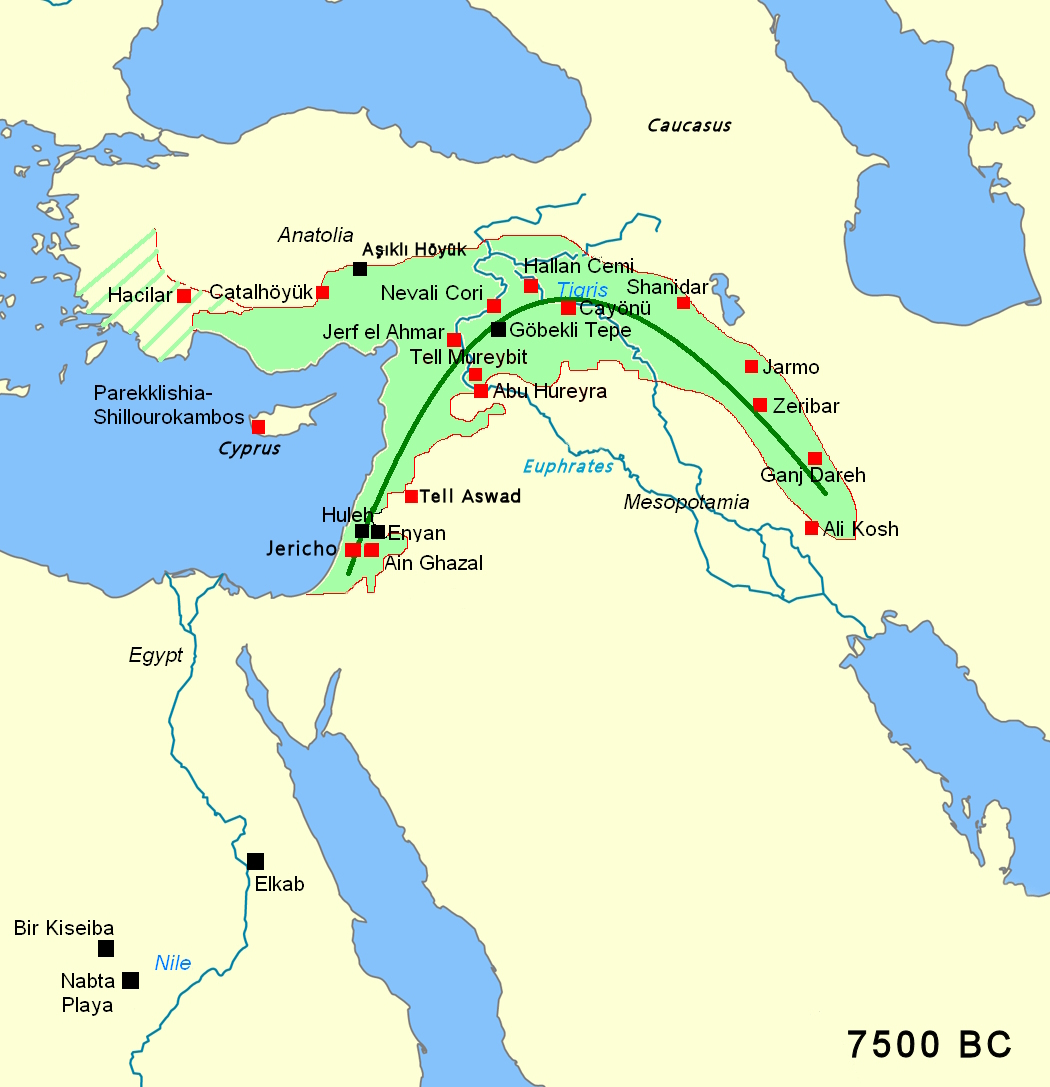
يعد غنج داره أحد المواقع المهمة في العصر الحجري الحديث قبل الفخار.

غنج داره ( بالفارسية : تپه گنج دره ) هي مستوطنة من العصر الحجري الحديث في غرب إيران .